# 180 v.Chr.

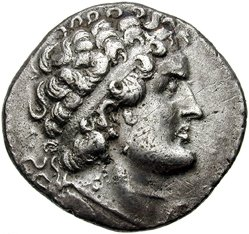
Portret van Ptolemeus VI op een zilveren tertradrachme

Het jaar 180 v.Chr. is een jaartal in de 2e eeuw v.Chr. volgens de christelijke jaartelling.

## Gebeurtenissen

### Italië
- In Rome wordt Marcus Aemilius Lepidus (consul in 187 en 175 v.Chr.) benoemd tot het ambt van pontifex maximus.
- De Senaat stelt in de Romeinse wet Lex Villia Annalis, een minimumleeftijd vast voor politieke ambten. De cursus honorum voor magistraten, wordt met een interval van twee jaar vastgelegd.
- In Toscane wordt de Etruskische stad Lucca, bij de Romeinse Republiek ingelijfd.

### Egypte
- Ptolemaeus V Epiphanes wordt na een regeringsperiode van 25 jaar, in Alexandrië door hovelingen vergiftigd.
- De 11-jarige Ptolemaeus VI Philometor (180 - 145 v.Chr.) volgt zijn vader op als zesde farao van de Ptolemaeën. Zijn moeder Cleopatra I wordt regentes en regeert over Egypte.
- Jozua Ben Sirach schrijft in het Hebreeuws, het boek de Wijsheid van Jezus Sirach.

### China
- Keizer Han Wendi (180 - 157 v.Chr.) bestijgt na een staatsgreep de troon van het Chinese Keizerrijk. Hij laat de belastingen op agrarische producten verlagen en hersteld het confucianisme als basis voor het Chinese bestuur.
- Keizerin-weduwe Lu Hou overlijdt aan een ziekte, Han Houshaodi wordt afgezet en in het paleis van Chang'an geëxecuteerd.

## Geboren
- Apollodorus van Athene (~180 v.Chr. - ~115 v.Chr.), Grieks filoloog
- Gaius Lucilius (~180 v.Chr. - ~102 v.Chr.), Romeins schrijver
- Panaetius van Rhodos (~180 v.Chr. - ~110 v.Chr.), Grieks Stoïcijns filosoof

## Overleden
- Aristophanes van Byzantium (~257 v.Chr. - ~180 v.Chr.), Grieks bibliothecaris en filoloog (77)
- Han Houshaodi, keizer van het Chinese Keizerrijk
- Ptolemaeus V Epiphanes (~210 v.Chr. - ~180 v.Chr.), farao van Egypte (30)